# Narciarstwo Polskie
Narciarstwo Polskie – rocznik wydany w Krakowie w roku 1925, 1927 i 1929 pod redakcją Stanisława Faechera. Pismo było organem Polskiego Związku Narciarskiego, a zakres poruszanej problematyki obejmował zarówno narciarstwo turystyczne, jak i sportowe.